# کورنهورن
کورنهورن (به هلندی: Kornhorn) یک منطقهٔ مسکونی در هلند است که در خروته‌خاست واقع شده‌است. کورنهورن ۵۰۰ نفر جمعیت دارد.